# Seguenziidae
Seguenziidae is een familie van weekdieren uit de klasse van de Gastropoda (slakken).

## Taxonomie

### Onderfamilies
- Asthelysinae Marshall, 1991
- Davisianinae Egorova, 1972
- Guttulinae Goryachev, 1987
- Seguenziinae Verrill, 1884

### Geslacht
- Bathymargarites Warén & Bouchet, 1989